# 中村桃子 (言語学者)
中村 桃子（なかむら ももこ、1955年- ）は、日本の言語学者。関東学院大学教授。

## 人物
東京都生まれ。1978年青山学院大学英米文学科卒、1981年上智大学大学院外国語学研究科言語学専攻博士課程前期修了。1987年関東学院大学専任講師、1991年助教授、1997年教授。1992年-1994年カナダ、ブリティッシュコロンビア大学客員研究員。2007年『「女ことば」はつくられる』で第27回山川菊栄賞受賞。2011年「The ideology of Japanese women’s language: a historical discourse analysis」（日本語における女ことばのイデオロギー）でお茶の水女子大学博士（人文科学）。  
言語学のうち社会言語学の研究者で、特に寿岳章子『日本語と女』から遠藤織枝へと受け継がれてきた「言語とジェンダー研究」という分野を切り開いた。
中村は1980年代に寿岳の講演会に行き、本にサインをもらった際の添え書きに励まされた。留学先の米国でフェミニズムに出合い、帰国後に上智大大学院で言語学を専攻した。
『「女ことば」はつくられる』では、女言葉の形成について、鎌倉時代の「女訓書」、明治時代の小説や女学生ことば、太平洋戦争中・戦後の占領政策などの文献研究によって明らかにした。
中村は「女性が実際に使うかどうかでなく、使うべしという規範こそが女言葉だ」と考え、女言葉はつくられたイデオロギーだとの見解を示している。

## 著書

### 単著
- 『婚姻改姓・夫婦同姓のおとし穴』勁草書房、1992年11月。ISBN 4-326-65143-1。
- 『ことばとフェミニズム』勁草書房、1995年12月。ISBN 4-326-65184-9。
- 『ことばとジェンダー』勁草書房、2001年2月。ISBN 4-326-65247-0。
- 『「女ことば」はつくられる』ひつじ書房〈未発選書〉、2007年7月。ISBN 978-4-89476-352-4。
- 『〈性〉と日本語 ことばがつくる女と男』日本放送出版協会〈NHKブックス〉、2007年10月。ISBN 978-4-14-091096-2。
- 『女ことばと日本語』岩波書店〈岩波新書 新赤版〉、2012年8月。ISBN 978-4-00-431382-3。
- 『翻訳がつくる日本語 ヒロインは「女ことば」を話し続ける』白澤社、2013年8月。ISBN 978-4-7684-7951-3。
- 『新敬語「マジヤバイっす」 社会言語学の視点から』白澤社、2020年3月。ISBN 978-4-7684-7979-7。
- 『「自分らしさ」と日本語』筑摩書房〈ちくまプリマー新書〉、2021年5月。ISBN 978-4-480-68400-4。

### 共編著
- 『暴力とジェンダー 連続講義』白澤社、2009年6月。ISBN 978-4-7684-7931-5。林博史、細谷実との共編著。
- 『ジェンダーで学ぶ言語学』世界思想社、2010年4月。ISBN 978-4-7907-1470-5。編集。

### 論文等
- 「言語イデオロギーとしての「女ことば」」　日本語ジェンダー学会『日本語とジェンダー』ひつじ書房、2006年6月。ISBN4-89476-274-9。121‐138頁
- 「戦争と「女ことば」」　林博史『暴力とジェンダー 連続講義』白澤社、2009年6月。ISBN4-7684-7931-5。109‐149頁
- 「なぜ少女は自分を「ぼく」と呼ぶのか」　天野正子『新編日本のフェミニズム７　表現とメディア』岩波書店、2009年3月。ISBN4-00-028142-3。275‐290頁

### 翻訳
- D.カメロン『フェミニズムと言語理論』勁草書房、1990年7月。ISBN 4-326-65116-4。
- D.カメロン、D.クーリック『ことばとセクシュアリティ』三元社、2009年10月。ISBN 978-4-88303-252-5。熊谷滋子、佐藤響子、クレア・マリィとの共訳。

### インタビュー
- 「ハーマイオニーと女幹部　「女ことば」は男が作る【言語学者・中村桃子】『Webメディア　NOISIE（ノイジー）』（インタビュー）
- 「「おネエことば」には「ひっくり返す力」がある。ただ、【言語学者・中村桃子】『Webメディア　NOISIE（ノイジー）』（インタビュー）
- 「一人称が「僕」の女の子、「僕」から「俺」に武装する男の子【言語学者・中村桃子】『Webメディア　NOISIE（ノイジー）』（インタビュー）